# George Newbold Lawrence
George Newbold Lawrence (New York, 20 oktober 1806 - aldaar, 17 januari 1895) was een Amerikaanse zakenman en amateur-ornitholoog.

## Biografie
Lawrence was vanaf zijn jonge jaren in vogels geïnteresseerd; op 16-jarige leeftijd moest hij echter als klerk aan de slag in de onderneming van zijn vader en op twintigjarige leeftijd werd hij partner in business. Toen hij 14 jaar was, kreeg hij een geweer, waardoor hij vogels kon gaan verzamelen (zoals gebruikelijk in die tijd).
Rond 1841 ontmoette hij landgenoten die al veel voor de Amerikaanse ornithologie betekenden zoals de preparateur John Graham Bell en de ornithologen Spencer Fullerton Baird en John Cassin. Lawrence begon toen met het professioneel beschrijven van nieuwe vogelsoorten en het maken van overzichten samen met Baird en Cassin (o.a. Birds of North America, 1860). Hieraan besteedde hij veel van zijn vrije tijd.
In 1887 verkocht hij zijn verzameling van 8000 balgen van vogels aan het American Museum of Natural History. Op de IOC World Bird List staan 117 door hem beschreven Amerikaanse vogelsoorten waaronder de Cubaanse sperwer (Accipiter gundlachi) en de zwartgestreepte muisspecht. Collega-ornithologen vernoemden enige vogelsoorten naar hem waaronder de maskergeelvink (Spinus lawrencei).
- Biblioteca Nacional de España: XX4678927
- Bibliothèque nationale de France: cb12277931p (data)
- Gemeinsame Normdatei: 1055294589
- International Standard Name Identifier: 0000 0000 4690 9667
- Library of Congress Control Number: no2001054959
- Nationale bibliotheek van Australië: 35917227
- Nederlandse Thesaurus van Auteursnamen: 163607079
- SNAC: w68p639r
- Système universitaire de documentation: 085960950
- Trove: 1144924
- Virtual International Authority File: 54207963
- WorldCat: E39PBJvmGQXrphV6YrqCpVMHG3